# 声優戦隊ボイストーム7
『声優戦隊ボイストーム7』（せいゆうせんたいボイストームセブン）は、松永冴（原案：masaki、企画協力：81プロデュース）による漫画作品。『ARIA』（講談社）2012年6月号から2013年1月号まで連載され、一時中断のち同年6月号より2014年1月号まで第2シーズンを連載。2014年2・3月号にはショートバージョンの番外編も掲載された。
2013年10月より12月まで「モーションコミック」としてテレビ放送された。

## ストーリー
東京・秋葉原にある喫茶店「そぷらの」のアルバイト6名とその客1名は、「長官」を名乗るマスターにより「日本（主にオタク方面）の平和と萌えを守る戦士・ボイストーム7」に任命された。彼らは美声を武器に、オタク文化を破壊する妄想獣に立ち向かう。

## 登場キャラクター
担当声優は、特記なしの場合はドラマCD・モーションコミック共通。

### ボイストーム7とその関係者
ボイストーム7は本作の主人公たち。彼らは元々ごく普通の人間だったが、妄想獣の出現を機に早乙女に選抜された。
ボイスワン/一文字遼（いちもんじ りょう）
声 - 柿原徹也
特撮・アニメなどの「赤い主人公ヒーロー」に憧れる熱血キャラで、ボイストーム7の事実上のリーダー。パーソナルカラーはレッド。
ボイスツー/二階堂仁（にかいどう じん）
声 - 宮田幸季
中性的なキャラ。コスプレで女装もするが、その時のハンドルネームは「蒼威（あおい）」。パーソナルカラーはホワイト×ブルー。
ボイススリー/三廻部洋（みくるべ よう）
声 - 三木眞一郎
ビジュアル系のイケメン。実家が大富豪のオレ様キャラ。リーダーの座を遼と争う。パーソナルカラーはゴールド。
ボイスフォー/四方田豪（よもた ごう）
声 - 櫻井孝宏
初版本コレクションなどを持つ、活字中毒者。「そぷらの」の他にも神田の古書店のバイトを掛け持ちしている。普段はおとなしいが眼鏡が取れるとチャラ男キャラに変わる。ホストを生業としている。パーソナルカラーはパープル。
ボイスファイブ/五反野優（ごたんの ゆう）
声 - 加藤英美里
2人いる女戦士のひとり。元気が取り得で、かわいいモノ（特にもふもふしたモノ）好き。自分の車も幼稚園の送迎バスのような「犬型」で、ぬいぐるみが大量に積まれている。パーソナルカラーはイエロー。
ボイスシックス/六本木健（ろっぽんぎ けん）
声 - 羽多野渉
最初の妄想獣の襲撃時にたまたま「そぷらの」に客として来ていた、秋葉原にある会社「ウィンターリーフ」に勤めるサラリーマン。早乙女長官に土下座されて戦士になった。メンバー唯一の社会人なだけあってか、変人ばかりの本作の中で数少ないツッコミ役・常識人。パーソナルカラーはグリーン。
ボイスセブン/七菜香華（ななか はな）
声 - 赤﨑千夏
もうひとりの女戦士。女子高生で腐女子だが、学校では「ななちん」と呼ばれてリア充のフリをする。ウェブでの友人は多いがリアルでは少なく、そのことを気にしている。パーソナルカラーはピンク。
早乙女（さおとめ）
声 - 関俊彦
「そぷらの」の雇われマスター。だがその正体はとある秘密組織の長官で、ボイストーム7となる素質のある若者の到来を待っていた。ある事情から、しがないオッさんの格好に変装していたが真の姿はかなりの美男子で、大手玩具メーカーの御曹司だった。

### ウィンターリーフ
妄想獣（もうそうじゅう）
声 - 千葉繁
ボイストーム7の敵となる怪物。オタクが持つ「萌え」をエネルギー源としている。様々な種があり、秋葉原や池袋の乙女ロードなどのオタクに関わりのある場所に出現しては暴れている。
黒井龍（くろい りゅう）
声 - 江口拓也（モーションコミックのみ）
妄想獣を操って、オタク文化の破壊を企む悪の親玉。表の顔は「ウィンターリーフ」社長。早乙女とは幼馴染で親友の間柄だったが、家庭事情から彼とオタクを憎むようになる。

## 用語
ボイストーム7
インカム型の「変身マイク」を頭に装着することにより変身する。頭部はそのままだが、それぞれの番号入りのスーツを身につける。
必殺技は全員の声で攻撃する「ミラクルボイス」。
そぷらの
秋葉原にある喫茶店。客の健曰く「漫画喫茶やメイドカフェなどとは一線を画す、レトロな造り。ただ店のキャパシティに対して店員が多すぎる」。

## 書籍情報
- 『声優戦隊ボイストーム7』（第1シーズン）2013年3月13日発売（ドラマCD付）、ISBN 978-4-06-358432-5
- 『声優戦隊ボイストーム7 リターンズ』（第2シーズン）2013年12月18日発売、ISBN 978-4-06-380662-5

## モーションコミック
2013年10月より12月まで、日本テレビにて15分枠で放送された。
内容は2部構成となっており、前半はフルカラー化された原作漫画に効果音やパンを取り入れた「モーションコミック」を放映。ナレーションは千葉繁が担当。
後半は本作のために結成された81プロデュース所属の若手男性声優によるユニット「soffive（ソーファイブ）」が出演する実写パート『cafe*soffive』を放送する。内容はボイストーム7に憧れるウェイター5人が、謎の人物「M」からの指令を受け様々なことにチャレンジするというもの。このパートのナレーションは金丸淳一が担当。

### 出演（実写パート）
モーションコミックにはモブキャラクターの声として出演する回あり。
- 西山宏太朗
- ランズベリー・アーサー
- 比留間俊哉
- 中島ヨシキ
- 伊東健人

### スタッフ
- 原作 - 松永冴・masaki『声優戦隊ボイストーム7』（講談社「ARIA」連載）
- 企画・プロデュース - Team TKKT（高島健一・金田有浩）
- 企画協力 - 講談社・81プロデュース
- 制作協力 - 株式会社ゆらゆらキック
- スーパーバイザー - 百田英生
- モーションコミックプロデュース - 乾則之
- モーションコミック演出 - taklk
- モーションコミック映像制作 - デジタルファンタジー
- 音響監督 - 高寺たけし
- 音響プロデューサー - 中野徹
- 音響制作 - HALF H・P STUDIO
- 音楽 - manzo
- 音楽プロデューサー - 小嶋遼、渡辺一博
- 音楽制作 - vap、日本テレビ音楽
- 制作 - 森實陽三、船越雅史、岡本東郎
- プロデューサー - 植野浩之、佐々木まりな、森川愛
- 製作著作 - VOICETORM7製作委員会（日テレ、vap）

### 主題歌
オープニングテーマ「C.A.L.L.I.N.G」
作詞 - 六ツ見純代、作曲/編曲 - 河田貴央、歌 - soffive
エンディングテーマ
「VOICE OF LOVE」（第1話 - 第4話）
作詞 - 六ツ見純代、作曲 - 河原嶺旭、編曲 - 清水哲平、歌 - soffive
「君の帰る場所」（第5話 - 第9話）
作詞 - 佐藤舞花、作曲/編曲 - 島崎貴光、歌 - soffive
「MESSAGE」（第10話・第11話）
作詞 - 六ツ見純代、作曲/編曲 - Tak Miyazawa、歌 - 一文字遼（柿原徹也）&六本木健（羽多野渉）

### 各話リスト
| 話数 | モーションコミック                | cafe*soffive                               |
| ---- | --------------------------------- | ------------------------------------------ |
| #1   | 七色の声! 無敵のヒーロー登場!     | cafe*soffiveの1日                          |
| #2   | 壮絶! 人食い妄想獣を倒せ!〜前編〜 | 眠れる異国のDNA                            |
| #3   | 壮絶! 人食い妄想獣を倒せ!〜後編〜 | ファインダーに映るキミ                     |
| #4   | 快感!? フラッシュの嵐! 〜前編〜   | 歌って踊れるカフェ店員!                    |
| #5   | 快感!? フラッシュの嵐! 〜後編〜   | 男と男の真剣勝負!                          |
| #6   | 驚愕! 君の瞳にカンパイ!! 〜前編〜 | 目指せ!料理男子                            |
| #7   | 驚愕! 君の瞳にカンパイ!! 〜後編〜 | 紅茶は執事の嗜み                           |
| #8   | 最強! だって…女の子だもん♥        | 以心伝心できるかな?                        |
| #9   | 健気! 女の子の胸のうち! 〜前編〜  | ボーイ・ミーツ・女装子                     |
| #10  | 健気! 女の子の胸のうち! 〜後編〜  | 擬人化カフェへようこそ                     |
| #11  | 大団円!? ヒーロー達よ永遠に!!     | 僕たちだってミラクルボイス! soffive 出動!? |

### 放送局
| 放送地域   | 放送局             | 放送期間                      | 放送日時                     | 放送系列       | 備考                                  |
| ---------- | ------------------ | ----------------------------- | ---------------------------- | -------------- | ------------------------------------- |
| 関東広域圏 | 日本テレビ         | 2013年10月6日 - 12月29日      | 日曜 2:05 - 2:20（土曜深夜） | 日本テレビ系列 | 製作委員会参加 12月28日は30分枠で放映 |
| 日本全域   | 日テレオンデマンド | 2013年10月6日 - 12月29日      | 土曜 放送終了後              | ネット配信     | 最新話1週間無料                       |
| 日本全域   | dアニメストア      | 2013年10月11日 - 2014年1月2日 | 金曜 12:00 更新              | ネット配信     |                                       |
| 日本全域   | バンダイチャンネル | 2013年10月11日 - 2014年1月2日 | 金曜 12:00 更新              | ネット配信     |                                       |
| 日本全域   | ニコニコチャンネル | 2013年10月11日 - 2014年1月2日 | 金曜 24:30 更新              | ネット配信     | 1話は無料、2話以降は有料配信          |

### 関連商品

#### BlD / DVD
| 巻 | 発売日         | 規格品番   | 規格品番   |
| 巻 | 発売日         | BD         | DVD        |
| -- | -------------- | ---------- | ---------- |
| 1  | 2013年12月18日 | VPXY-71286 | VPBY-13856 |
| 2  | 2014年1月22日  | VPXY-71287 | VPBY-13857 |
| 3  | 2014年2月19日  | VPXY-71288 | VPBY-13858 |

#### CD
| タイトル                                             | 発売日         | 規格品番   |
| ---------------------------------------------------- | -------------- | ---------- |
| 声優戦隊ボイストーム7音楽集 ボイストームミュージック | 2013年12月18日 | VPCG-84958 |

### 関連番組
soffiveが出演する『soffive 胸きゅん☆シチュエーション大喜利（仮）』が2013年10月8日より12月24日まで日テレオンデマンドで配信された。毎週火曜12:00更新。全12回。全話無料となっている。